# 新米科拉伊夫卡 (赫梅利尼次基區)
49°25′29″N 27°50′40″E / 49.42472°N 27.84444°E
新米科拉伊夫卡（烏克蘭語：Новомиколаївка）是位於烏克蘭西部的村莊，由赫梅利尼茨基州裡赫梅利尼茨基區的萊蒂奇夫市鎮負責管轄。該村面積0.28平方公里，海拔高度298米，2001年人口11，人口密度每平方公里39.4人。